# Херцогство Пфалц-Нойбург
Херцогството Пфалц-Нойбург (на немски: Herzogtum Pfalz-Neuburg) e през 1505 г. създадена територия на Свещената Римска империя в Бавария. Съществува до 1808 г. По държавно право херцогството всъщност е било княжество. Владяно е различни линии на пфалцските Вителсбахи. Столица е бил град Нойбург на Дунав (Нойбург ан дер Донау) в Горна Бавария. Територията на княжеството обхващала 2.750 km² и имала около 100.000 жители.
Образувано е по време на разделянето на наследството след смъртта на император Лудвиг IV Баварски след Ландсхутската наследствена война (1503 – 1505).

## Списък нахерцозитеипфалцграфоветена Пфалц-Нойбург
Основаване на старата Нойбургска линия
- 1505 – 1535 Отхайнрих (до 1523 г. заедно с брат му Филип)
  - 1505 – 1522 под регентството чрез Принц Фридрих фон дер Пфалц
- 1505 – 1523 Филип (заедно с брат му Отхайнрих)
  - 1505 – 1522 под регентсво чрез Принц Фридрих фон дер Пфалц

1535 Разделяне на Пфалц-Нойбург:
- 1535 – 1541 Отхайнрих (само Южен Пфалц-Нойбург)
- 1535 – 1541 Филип (само северен Пфалц-Нойбург)

1541 Отново обединение на Пфалц-Нойбург:
- 1541 – 1557 Отхайнрих
  - 1544 – 1546 Управление на страната чрез Landstände под ръководството на Ханс Крафт от Вестенберг в двореца Фронберг (Швандорф)
  - 1546 – 1552 Управление чрез император Карл V след Шмалкалденската война

1557 по договор от Хайделберг на линията Пфалц-Цвайбрюкен; Основаване на младата Нойбургска линия
- 1557 – 1569 Волфганг
- 1569 – 1614 Филип Лудвиг
- 1614 – 1653 Волфганг Вилхелм
- 1653 – 1690 Филип Вилхелм
- 1690 – 1716 Йохан Вилхелм
- 1716 – 1742 Карл Филип 1742 на линията Пфалц-Зулцбах
- 1742 – 1799 Карл Филип Теодор 1799 на линията Пфалц-Биркенфелд-Бишвайлер-Цвайбрюкен
- 1799 – 1808 Максимилиан I Йозеф